# Fétigny (Valzin-en-Petite-Montagne)
Fétigny è un ex comune francese di 102 abitanti dal 1º gennaio 2017 frazione di Valzin-en-Petite-Montagne, comune situato nel dipartimento del Giura nella regione della Borgogna-Franca Contea.

## Società

### Evoluzione demografica
Abitanti censiti